# Filiszteusok
A filiszteusok mediterrán eredetű, kora vaskori nép. Szerepelnek az ókori Keletet végigdúló tengeri népek között, azok második inváziójában („második tengeri koalíció”). Az egyiptomi dokumentumok pršt.w vagy plśt.w néven nevezik őket, a törzsnév valószínűleg paleszet volt (lásd Palesztina). Eredeti nyelvük ismeretlen, de valószínűleg nem sémi, hanem indoeurópai volt; később átvették a kánaáni dialektust és írást.
Nevükből származik a kulturálatlan, földhözragadt embert, nyárspolgárt jelölő filiszter szó, valamint abból – a Pilistina, Philistina szavakon át – eredeztethető a Palesztina név is. Vespasianus császár a 70-es hadjárata, a jeruzsálemi szentély lerombolása és a zsidók elűzése után önálló provinciává szervezte a területet.

## Történetük

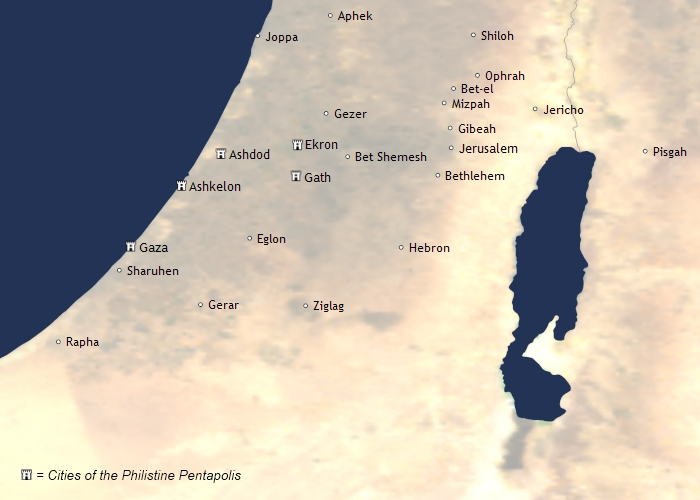
A filiszteusoknak öt fő városa volt: Gáza, Asdód, Askelón, Ekron és Gát

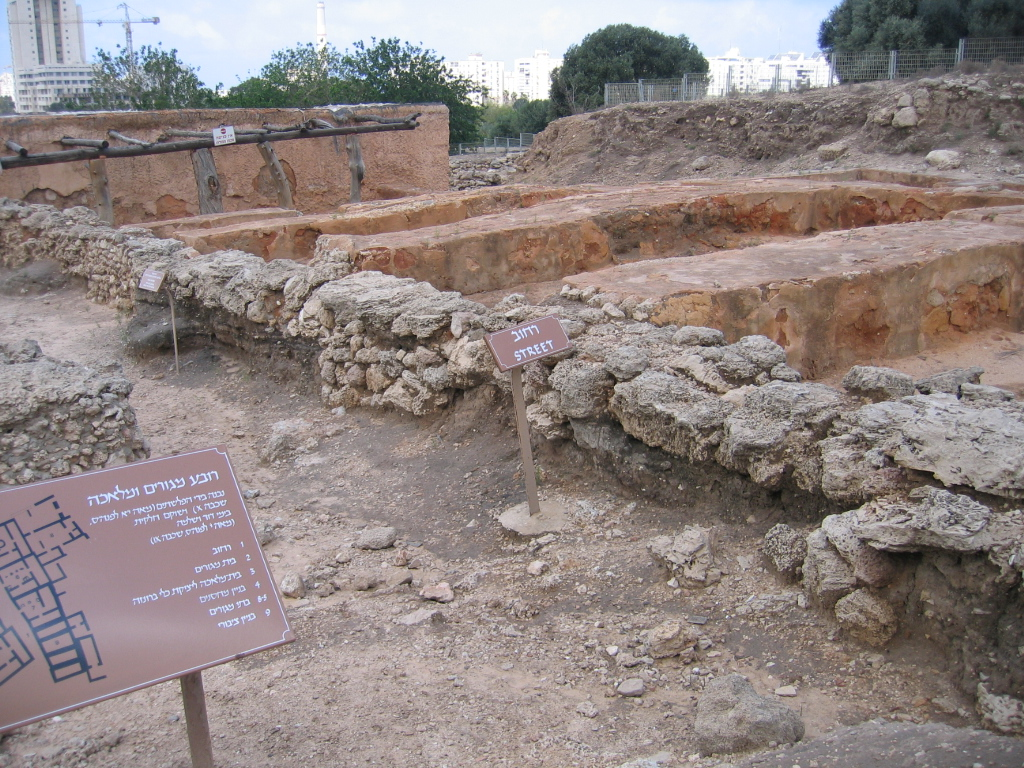
Egy filiszteus település romjai a mai Tel-Aviv mellett

A tengeri népek második hullámával az i. e. 12. században érkeztek talán az Égei-tenger felől, (a Biblia szerint Krétáról) a térségbe. A filiszteus név egyetlen eddig ismert nyelvhez sem kapcsolható. Sokszor próbálták azonosítani a pelazgok és peleták (Ószövetség, 2Sám 8,18) nevével, de egyik sem helytálló.
Először III. Ramszesz fáraó uralkodásának elején (Kr. e. 1180 körül) bukkantak föl. A fáraó a szárazföldön birodalma szír tartományának északi határánál, a tengeren pedig a Nílus torkolatánál legyőzte őket. A velük szövetséges népcsoportokkal egyetemben városokat szereztek vagy építettek Palesztina partvidékén. Az egyiptomiak elnézték északi és keleti irányú terjeszkedésüket.
A zsidó bírák korának végére sikerült visszaszorítaniuk az izraelitákat, és Sault is legyőzték, aki ellenük fordult. Hatalmukat megtörve csak Dávid tudta eredeti helyükre visszaszorítani őket.
Letelepedve Délnyugat-Palesztina földközi-tengeri partsávját, a Kánaán délnyugati részét lakták.
Főbb városaik:
- Gadzsat (Gáza),
- Askaluna (Askelón),
- Asdód,
- Ekron
- Kiltu (Gát),[4]

Ezeket az Egyiptomból Szíriába vezető út mellett építették, és ezek szövetkeztek egymással. Erős szövetségük és vaslelőhelyeik évszázadokra Izrael ellenfeleivé tették őket.
A biblikus történetírás szerint különösen a bírák korában állandóan harcoltak Izrael törzseivel, főleg Sámson, Saul és Dávid hadakozott sokat ellenük. Elpusztították Silót, elfoglalták Megiddót és Bét-Seánt, megszerezték a frigyládát. Dávid visszaszorította őket a tengerparti sávra, de ott Ámosz próféta korában még függetlenek voltak: a zsidók véglegesen soha nem tudták legyőzni őket.
I. e. 734-ben III. Tukulti-apil-ésarra csapatai megszállták városaikat, miközben egészen Egyiptom határáig nyomultak előre. A filiszteusok ezután Asszíria vazallusai lettek, és évi adót fizettek Asszíriának, majd Babilóniának. Az i. e. 6. században eltűntek, asszimilálódtak, részben beolvadtak arámi és arab népességbe.

## Kultúrájuk
A filiszteusok eredeti műveltségéről keveset tudunk. Az egyiptomi ábrázolásban (III. Ramszesz harcai) bőrmellényt, rövid kötényt, hosszú, egyenes kardot vagy tőrt, egy vagy két lándzsát és kerek pajzsot viseltek. Vitorlásaikat madárfejekkel díszítették. Harci szekereikben, a fönnmaradt néhány példányból kikövetkeztethetően hettita és szír mintára három harcos állt. A málhát ökör vontatta kétkerekű kordén szállították. A filiszteusok letelepedésük után gyorsan átvették az őshonos kánaániak műveltségét. Kérdéses, hogy a part menti városokban előállított ún. filiszteus kerámiához, amely a mükénei kerámia egy oldalhajtása, volt-e közük a filiszteusoknak, akiknek felbukkanásával időben épp egybeesett e kerámia megjelenése. Az előkelő halottaknak ember alakú agyagszarkofágban való eltemetése nem filiszteus, hanem Egyiptomból átvett kánaáni szokás volt. Az I. e. 10. században a filiszteusok kezében volt a vas monopóliuma Palesztinában. Az Ószövetségben hangsúlyozzák, hogy körülmetéletlenek voltak.
Eredeti nyelvükről igen keveset tudunk, így meg sem lehet közelebbről határozni. A filiszteusok nem szemita nevei látszólag kis-ázsiai eredetre mutatnak, de a beolvadás folyamán hamarosan elvesztették jellegüket. Feltehetően hamar átvették a kánaániak nyelvét.
A forrásokban a filiszteusok istenei mind szemiták: Baal-Zebub (Belzebub), Dágon, Astarté. A Biblia legfőbb istenüket Dágonnak nevezi, akit valószínűleg halfejű, embertestű szobor formájában ábrázoltak. Dágon központi kultuszhelye Gázában volt, bár Asdódban is építettek neki szentélyt. Az ekroniak főistenükként Baál-Zebúbot (Belzebub) tisztelték. Az ún. tengeri népek második hullámához tartoztak. Kiindulópontjaik közül az Ószövetség Kaftort említi, amely Kréta (v. Kappadókia?) lehetett. Közbülső állomásként Kis-Ázsia délkeleti részével számolhatunk; eredetüket ma nem lehet biztonsággal megállapítani. Elképzelhető, hogy a Duna középső térségéből kiinduló Égei-tengeri megmozdulás hatására nyomultak előre.
A filiszteusok eredetének problémáját újra felszínre hozta az a felirat, amelyre 1996-ban az ókori Ekron (Tel Miqne, Izrael) ásatásain bukkantak rá a régészek. A város egyike volt az öt legjelentősebb filiszteus településnek (Gáza, Asdód, Askelón és Gát mellett). A megközelítőleg Kr. e. 1700– Kr. e. 600 között lakott település utolsó rétegében egy nagy kiterjedésű, magas kulturális színvonalon álló várost találtak – a legnagyobb olívaolaj-termelő központot, ami eddig az ókorból előkerült.

## Érdekesség
A Magyarországon letelepedett jászokat a középkorban a filiszteusok utódainak tekintették.